# Coreses (kommunhuvudort)
Coreses är en kommunhuvudort i Spanien.   Den ligger i provinsen Provincia de Zamora och regionen Kastilien och Leon, i den centrala delen av landet, 200 km nordväst om huvudstaden Madrid. Coreses ligger 650 meter över havet och antalet invånare är 1 145.
Terrängen runt Coreses är platt. Runt Coreses är det ganska glesbefolkat, med 21 invånare per kvadratkilometer. Närmaste större samhälle är Zamora, 11,1 km väster om Coreses. Trakten runt Coreses består till största delen av jordbruksmark.